# Timoudi
Timoudi (în arabă تيمودى) este o comună, localizată în partea central-vestică a Algeriei în provincia Béchar, pe malul uedului Saoura, în Sahara, în partea de vest a Marelui Erg Occidental. Conform unor estimări oficiale din 2009, populația comunei era de 2.452 de locuitori.
Din punct de vedere administrativ comuna cuprinde următoarele așezări:
| Nume           | Tip                   |
| -------------- | --------------------- |
| Timoudi        | oraș,centru de comună |
| Boutarfaya     | sat                   |
| Ben-Abdelkader | sat                   |
| Lemouih        | sat                   |